# Bouddha de Tian Tan
Le Bouddha de Tian Tan, en anglais Tian Tan Buddha, en cantonais 天壇大佛 (tin1 taan4 daai6 fat6) est une statue monumentale de Bouddha Amoghasiddhi en bronze située à Hong Kong, en République populaire de Chine.

## Description

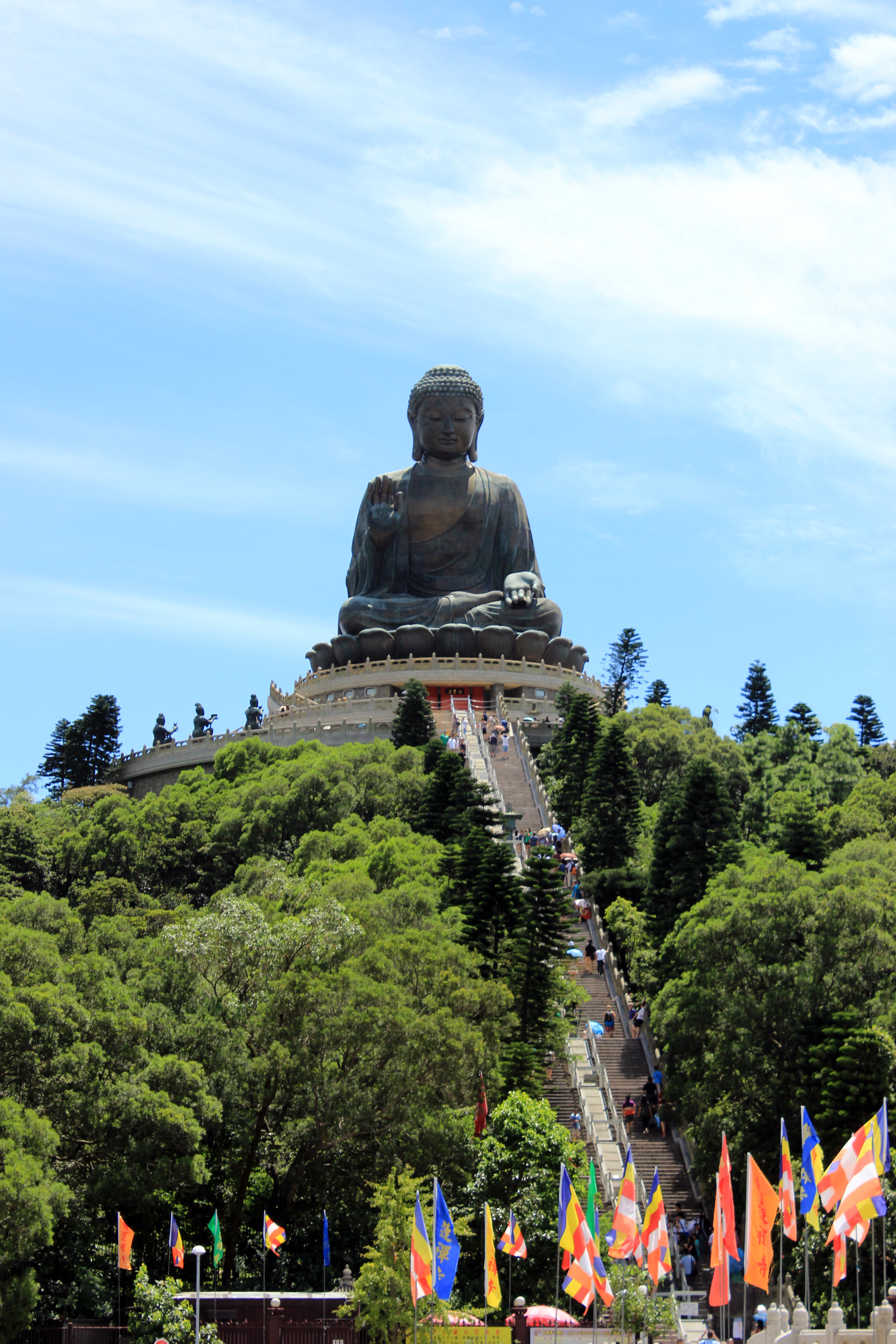
Vue du Bouddha de Tian Tan depuis le bas de la colline avec l'escalier de 268 marches.

Mesurant 34 mètres de hauteur pour un poids de 250 tonnes, elle est placée sur un piédestal en forme de lotus au sommet d'une proéminence de la colline de Ngong Ping, sur l'île de Lantau, à proximité du monastère bouddhiste de Po Lin.

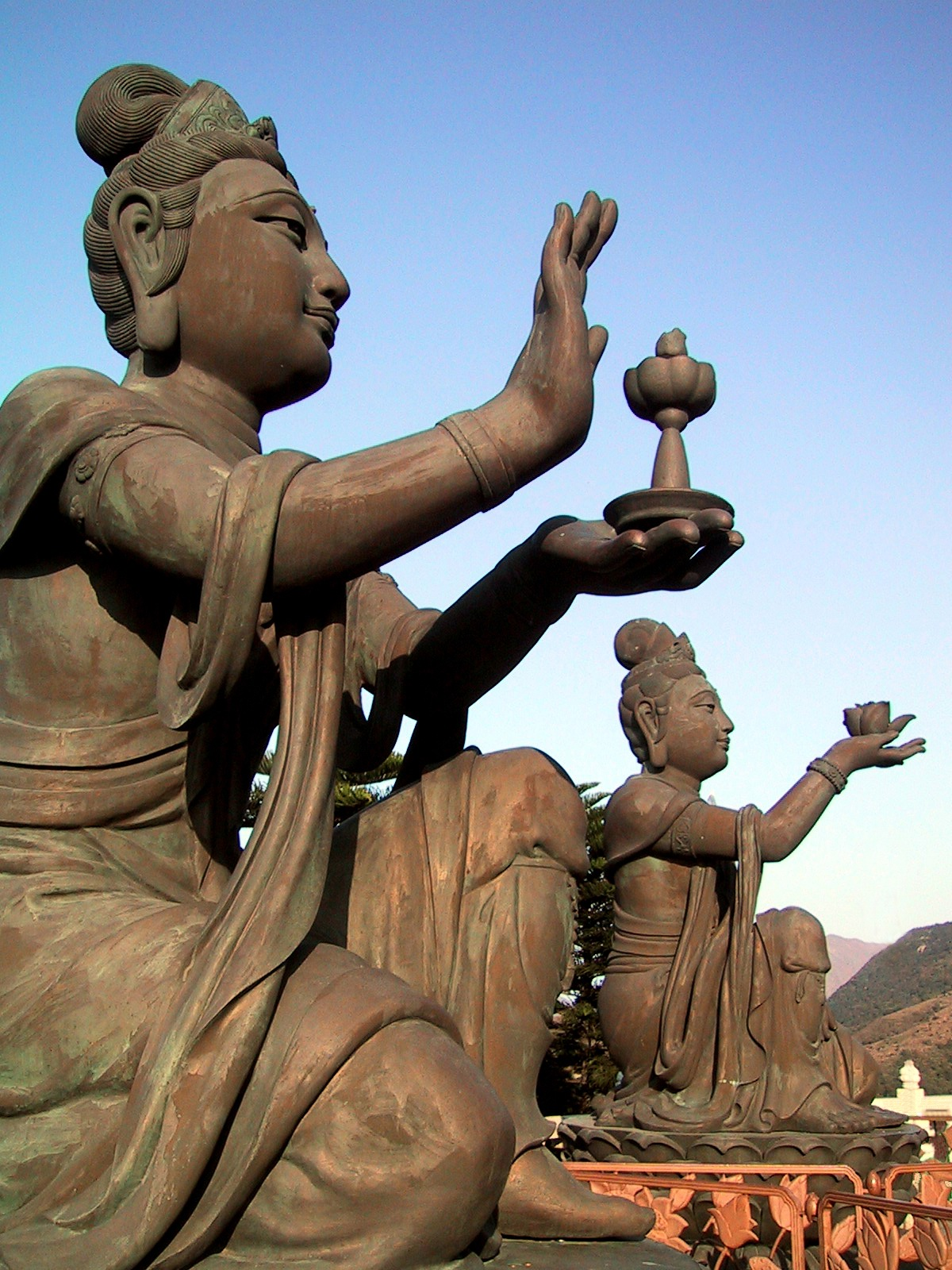
Deux des statues priant et effectuant des offrandes situées au pied de la statue principale.